# The Grudge 2 - Förbannelsen fortsätter
The Grudge 2 – Förbannelsen fortsätter är en amerikansk skräckfilm från 2006.

## Handling
I Tokyo utsätts en ung kvinna (Tamblyn) för samma mystiska förbannelse som drabbat hennes syster (Gellar). Den övernaturliga kraft som fyller en person med raseri före spridning till nästa offer, samlar en grupp av tidigare orelaterade människor som försöker avslöja dess hemlighet för att rädda sina liv.

## Om filmen
The Grudge 2 – Förbannelsen regisserades av Takashi Shimizu. Filmen är uppföljare till The Grudge.

## Rollista (urval)
- Sarah Michelle Gellar - Karen Davis
- Amber Tamblyn - Aubrey Davis
- Edison Chen - Eason
- Arielle Kebbel - Allison
- Jennifer Beals - Trish
- Teresa Palmer - Vanessa
- Miyuki - Misako Uno
- Takako Fuji - Kayako Saeki